# Marcipalina lutea
Marcipalina lutea là một loài bướm đêm trong họ Erebidae.